# Женская сборная Португалии по футболу
Женская национальная сборная Португалии по футболу представляет Португалию на международной арене женского футбола.

## История
Женская сборная Португалии исторически была одной из самых слабых в западной Европе с момента её образования. В последние годы команда добилась некоторых успехов, пройдя квалификацию на Евро-2017, что стало первым выступлением команды на крупном турнире.

## История выступления на международных турнирах

### Чемпионаты Европы
| Финальная стадия | Финальная стадия       | Финальная стадия       | Финальная стадия       | Финальная стадия       | Финальная стадия       | Финальная стадия       | Финальная стадия       | Финальная стадия       | Финальная стадия       |                        | Квалификация   | Квалификация   | Квалификация   | Квалификация   | Квалификация   | Квалификация   | Квалификация   |
| Год              | Раунд                  | Место                  | И                      | В                      | Н                      | П                      | МЗ                     | МП                     | РМ                     | И                      | В              | Н              | П              | МЗ             | МП             | РМ             |                |
| ---------------- | ---------------------- | ---------------------- | ---------------------- | ---------------------- | ---------------------- | ---------------------- | ---------------------- | ---------------------- | ---------------------- | ---------------------- | -------------- | -------------- | -------------- | -------------- | -------------- | -------------- | -------------- |
| 1984             | Не прошла квалификацию | Не прошла квалификацию | Не прошла квалификацию | Не прошла квалификацию | Не прошла квалификацию | Не прошла квалификацию | Не прошла квалификацию | Не прошла квалификацию | Не прошла квалификацию | Не прошла квалификацию | 6              | 0              | 2              | 4              | 1              | 10             | −9             |
| 1987             | Не участвовала         | Не участвовала         | Не участвовала         | Не участвовала         | Не участвовала         | Не участвовала         | Не участвовала         | Не участвовала         | Не участвовала         | Не участвовала         | Не участвовала | Не участвовала | Не участвовала | Не участвовала | Не участвовала | Не участвовала | Не участвовала |
| 1989             | Не участвовала         | Не участвовала         | Не участвовала         | Не участвовала         | Не участвовала         | Не участвовала         | Не участвовала         | Не участвовала         | Не участвовала         | Не участвовала         | Не участвовала | Не участвовала | Не участвовала | Не участвовала | Не участвовала | Не участвовала | Не участвовала |
| 1991             | Не участвовала         | Не участвовала         | Не участвовала         | Не участвовала         | Не участвовала         | Не участвовала         | Не участвовала         | Не участвовала         | Не участвовала         | Не участвовала         | Не участвовала | Не участвовала | Не участвовала | Не участвовала | Не участвовала | Не участвовала | Не участвовала |
| 1993             | Не участвовала         | Не участвовала         | Не участвовала         | Не участвовала         | Не участвовала         | Не участвовала         | Не участвовала         | Не участвовала         | Не участвовала         | Не участвовала         | Не участвовала | Не участвовала | Не участвовала | Не участвовала | Не участвовала | Не участвовала | Не участвовала |
| 1995             | Не прошла квалификацию | Не прошла квалификацию | Не прошла квалификацию | Не прошла квалификацию | Не прошла квалификацию | Не прошла квалификацию | Не прошла квалификацию | Не прошла квалификацию | Не прошла квалификацию | Не прошла квалификацию | 6              | 3              | 0              | 3              | 13             | 11             | +2             |
| 1997             | Не прошла квалификацию | Не прошла квалификацию | Не прошла квалификацию | Не прошла квалификацию | Не прошла квалификацию | Не прошла квалификацию | Не прошла квалификацию | Не прошла квалификацию | Не прошла квалификацию | Не прошла квалификацию | 8              | 2              | 0              | 6              | 5              | 26             | −21            |
| 2001             | Не прошла квалификацию | Не прошла квалификацию | Не прошла квалификацию | Не прошла квалификацию | Не прошла квалификацию | Не прошла квалификацию | Не прошла квалификацию | Не прошла квалификацию | Не прошла квалификацию | Не прошла квалификацию | 8              | 2              | 1              | 5              | 5              | 17             | −12            |
| 2005             | Не прошла квалификацию | Не прошла квалификацию | Не прошла квалификацию | Не прошла квалификацию | Не прошла квалификацию | Не прошла квалификацию | Не прошла квалификацию | Не прошла квалификацию | Не прошла квалификацию | Не прошла квалификацию | 8              | 1              | 0              | 7              | 5              | 42             | −37            |
| 2009             | Не прошла квалификацию | Не прошла квалификацию | Не прошла квалификацию | Не прошла квалификацию | Не прошла квалификацию | Не прошла квалификацию | Не прошла квалификацию | Не прошла квалификацию | Не прошла квалификацию | Не прошла квалификацию | 8              | 0              | 2              | 6              | 4              | 18             | −14            |
| 2013             | Не прошла квалификацию | Не прошла квалификацию | Не прошла квалификацию | Не прошла квалификацию | Не прошла квалификацию | Не прошла квалификацию | Не прошла квалификацию | Не прошла квалификацию | Не прошла квалификацию | Не прошла квалификацию | 8              | 2              | 0              | 6              | 16             | 13             | +3             |
| 2017             | гр. турнир             | 14                     | 3                      | 1                      | 0                      | 2                      | 3                      | 5                      | −2                     | 10                     | 4              | 3              | 3              | 16             | 12             | +4             |                |
| 2022             | гр. турнир             | 14                     | 3                      | 0                      | 1                      | 2                      | 4                      | 10                     | −6                     | 10                     | 6              | 2              | 2              | 10             | 3              | +7             |                |
| Всего            | 2/13                   | —                      | 6                      | 1                      | 1                      | 4                      | 7                      | 15                     | −8                     | 72                     | 20             | 10             | 42             | 75             | 152            | −77            |                |

### Чемпионаты мира
| Финальная стадия | Финальная стадия       | Финальная стадия       | Финальная стадия       | Финальная стадия       | Финальная стадия       | Финальная стадия       | Финальная стадия       | Финальная стадия       | Финальная стадия       |           | Квалификация | Квалификация | Квалификация | Квалификация | Квалификация | Квалификация | Квалификация |
| Год              | Раунд                  | Место                  | И                      | В                      | Н                      | П                      | МЗ                     | МП                     | РМ                     | И         | В            | Н            | П            | МЗ           | МП           | РМ           |              |
| ---------------- | ---------------------- | ---------------------- | ---------------------- | ---------------------- | ---------------------- | ---------------------- | ---------------------- | ---------------------- | ---------------------- | --------- | ------------ | ------------ | ------------ | ------------ | ------------ | ------------ | ------------ |
| 1991             | Не участвовала         | Не участвовала         | Не участвовала         | Не участвовала         | Не участвовала         | Не участвовала         | Не участвовала         | Не участвовала         | Не участвовала         | ЕВРО-1991 | ЕВРО-1991    | ЕВРО-1991    | ЕВРО-1991    | ЕВРО-1991    | ЕВРО-1991    | ЕВРО-1991    |              |
| 1995             | Не прошла квалификацию | Не прошла квалификацию | Не прошла квалификацию | Не прошла квалификацию | Не прошла квалификацию | Не прошла квалификацию | Не прошла квалификацию | Не прошла квалификацию | Не прошла квалификацию | ЕВРО-1995 | ЕВРО-1995    | ЕВРО-1995    | ЕВРО-1995    | ЕВРО-1995    | ЕВРО-1995    | ЕВРО-1995    |              |
| 1999             | Не прошла квалификацию | Не прошла квалификацию | Не прошла квалификацию | Не прошла квалификацию | Не прошла квалификацию | Не прошла квалификацию | Не прошла квалификацию | Не прошла квалификацию | Не прошла квалификацию | 6         | 2            | 0            | 4            | 4            | 15           | −11          |              |
| 2003             | Не прошла квалификацию | Не прошла квалификацию | Не прошла квалификацию | Не прошла квалификацию | Не прошла квалификацию | Не прошла квалификацию | Не прошла квалификацию | Не прошла квалификацию | Не прошла квалификацию | 6         | 1            | 1            | 4            | 4            | 26           | −22          |              |
| 2007             | Не прошла квалификацию | Не прошла квалификацию | Не прошла квалификацию | Не прошла квалификацию | Не прошла квалификацию | Не прошла квалификацию | Не прошла квалификацию | Не прошла квалификацию | Не прошла квалификацию | 8         | 0            | 0            | 8            | 4            | 31           | −27          |              |
| 2011             | Не прошла квалификацию | Не прошла квалификацию | Не прошла квалификацию | Не прошла квалификацию | Не прошла квалификацию | Не прошла квалификацию | Не прошла квалификацию | Не прошла квалификацию | Не прошла квалификацию | 8         | 4            | 0            | 4            | 17           | 10           | +7           |              |
| 2015             | Не прошла квалификацию | Не прошла квалификацию | Не прошла квалификацию | Не прошла квалификацию | Не прошла квалификацию | Не прошла квалификацию | Не прошла квалификацию | Не прошла квалификацию | Не прошла квалификацию | 10        | 4            | 0            | 6            | 19           | 21           | −2           |              |
| 2019             | Не прошла квалификацию | Не прошла квалификацию | Не прошла квалификацию | Не прошла квалификацию | Не прошла квалификацию | Не прошла квалификацию | Не прошла квалификацию | Не прошла квалификацию | Не прошла квалификацию | 8         | 3            | 2            | 3            | 22           | 8            | +14          |              |
| 2023             | гр. турнир             |                        | 3                      | 1                      | 1                      | 1                      | 2                      | 1                      | +1                     | 13        | 10           | 1            | 2            | 34           | 12           | +22          |              |
| Всего            | 1/9                    | —                      | 3                      | 1                      | 1                      | 1                      | 2                      | 1                      | +1                     | 59        | 24           | 4            | 31           | 104          | 123          | −19          |              |

1. 1 2  В ничьи включены также матчи плей-офф, которые завершились послематчевыми пенальти.

## Текущий состав
Следующие 23 игрока были вызваны на чемпионат мира по футболу среди женщин 2023 в Австралии и Новой Зеландии.
Игры и голы приведены по состоянию на 2 августа 2023 года:
| 1  | Вр  | Инес Перейра       | 26 мая 1999 (26 лет)      | 36  | 0  | Серветт             |  |  |  |
| 12 | Вр  | Патрисия Мораис    | 17 июня 1992 (33 года)    | 84  | 0  | Брага               |  |  |  |
| 22 | Вр  | Рут Коста          | 1 июня 1994 (31 год)      | 8   | 0  | Бенфика             |  |  |  |
|    |     |                    |                           |     |    |                     |  |  |  |
| 2  | Защ | Катарина Амадо     | 21 июля 1999 (25 лет)     | 27  | 0  | Бенфика             |  |  |  |
| 3  | Защ | Лусия Алвес        | 22 октября 1997 (27 лет)  | 13  | 0  | Бенфика             |  |  |  |
| 4  | Защ | Сильвия Ребело     | 20 мая 1989 (36 лет)      | 124 | 2  | Бенфика             |  |  |  |
| 5  | Защ | Жоана Маршао       | 24 октября 1996 (28 лет)  | 39  | 1  | Парма               |  |  |  |
| 15 | Защ | Кароль Коста       | 3 мая 1990 (35 лет)       | 158 | 18 | Бенфика             |  |  |  |
| 17 | Защ | Ана Сейса          | 25 марта 2001 (24 года)   | 4   | 0  | Бенфика             |  |  |  |
| 19 | Защ | Дайана Гомеш       | 26 июля 1998 (26 лет)     | 38  | 5  | Севилья             |  |  |  |
|    |     |                    |                           |     |    |                     |  |  |  |
| 6  | ПЗ  | Андреа Хасинто     | 8 июня 2002 (23 года)     | 28  | 0  | Реал Сосьедад       |  |  |  |
| 7  | ПЗ  | Ана Рут            | 29 января 1998 (27 лет)   | 4   | 0  | Брага               |  |  |  |
| 8  | ПЗ  | Андреа Нортон      | 15 августа 1996 (28 лет)  | 78  | 4  | Бенфика             |  |  |  |
| 11 | ПЗ  | Татьяна Пинто      | 28 марта 1994 (31 год)    | 105 | 5  | Леванте             |  |  |  |
| 13 | ПЗ  | Фатима Пинто       | 16 января 1996 (29 лет)   | 80  | 3  | Алавес              |  |  |  |
| 14 | ПЗ  | Долорес Силва (к)  | 7 августа 1991 (33 года)  | 152 | 17 | Брага               |  |  |  |
| 20 | ПЗ  | Франциска Назарет  | 17 ноября 2002 (22 года)  | 30  | 7  | Бенфика             |  |  |  |
|    |     |                    |                           |     |    |                     |  |  |  |
| 9  | Нап | Ана Борхес (в-к)   | 15 июня 1990 (35 лет)     | 162 | 11 | Спортинг (Лиссабон) |  |  |  |
| 10 | Нап | Джессика Сильва    | 11 декабря 1994 (30 лет)  | 105 | 15 | Бенфика             |  |  |  |
| 16 | Нап | Диана Сильва       | 4 июня 1995 (30 лет)      | 97  | 20 | Спортинг (Лиссабон) |  |  |  |
| 18 | Нап | Каролина Мендеш    | 27 ноября 1987 (37 лет)   | 116 | 23 | Брага               |  |  |  |
| 21 | Нап | Ана Сапета         | 22 декабря 1997 (27 лет)  | 27  | 6  | Спортинг (Лиссабон) |  |  |  |
| 23 | Нап | Тельма Элькарнасио | 11 октября 2001 (23 года) | 26  | 6  | Маритиму            |  |  |  |